# ۵۸۲ (پیش از میلاد)
۵۸۲ (پیش از میلاد) ۵۸۲مین سال قبل از تقویم میلادی است.